# Dimensionsanalys
Dimensionsanalys eller enhetsbetraktelse är ett hjälpmedel att sålla bort felaktiga formler. Den innebär att man studerar vilken dimension de ingående kvantiteterna har. 
Ordet dimensionsanalys ska inte tolkas som att man enbart betraktar rumsdimensioner (det vill säga meter, kvadratmeter, och så vidare). Man kan även hantera andra kvantiteter med dimensionsanalys, under förutsättning att de mäts i en enhet (vanligen SI-enhet), till exempel vikt, tid och acceleration.
Följande är ett exempel på hur man använder dimensionsanalys:
Antag vi vet att det finns ett samband mellan hastigheten v (mäts i m/s), sträckan x (mäts i m) och tiden t (mäts i s). Vilket är det exakta sambandet? Eftersom dimensionen för kvoten x/t är m/s borde formeln bli v=x/t. 
Att dimensionen är korrekt innebär inte nödvändigtvis att själva formeln är korrekt. Men dimensionsanalysen kan avslöja många felaktiga formler.

## Exempel: allmänna gaslagen
Ingenjörer brukar använda mer avancerade tillämpningar av dimensionsanalys. Typiskt kan man utifrån fysikaliska förhållanden härleda grundläggande ekvationer, till exempel så här:
I ett slutet område i rummet antar vi på empirisk grund (med andra ord: vi gissar med utgångspunkt från erfarenheter eller experiment) att det finns en fysikalisk lag som inbegriper dels temperatur, tryck, antalet partiklar och kubens volym. Temperaturen borde bero på hur ofta partiklarna kolliderar med väggarna och andra partiklar. Hur ofta partiklarna kolliderar beror på deras antal och deras inneboende energi. Krymper man kuben blir det fler kollisioner och det inre trycket borde därför påverkas.
Observera att vi har gjort åtminstone två förenklande antaganden. Dels säger vi att bara dessa faktorer påverkar de övriga. Dels säger vi att temperaturen beror bara på partiklarnas kollisioner och inte, säg, deras lägesenergi eller annat.
Temperatur mäter vi i enheten Nm/mol, tryck i N/m2, antal partiklar i mol och volym mäts i m3. N är Newton (enhet).
Med dimensionsanalys härleder vi nu en ekvation som visar sambandet mellan dessa storheter: 
Vi bildar först produkten 
{\displaystyle \left[{\frac {N\cdot m}{mol}}\right]^{a}\cdot \left[{\frac {N}{m^{2}}}\right]^{b}\cdot \left[mol\right]^{c}\cdot \left[m^{3}\right]^{d}}
Vi samlar sedan "faktorerna" och förenklar uttrycket till
{\displaystyle \left[N\right]^{a+b}\cdot \left[m\right]^{a-2b+3d}\cdot \left[mol\right]^{-a+c}}
Eftersom vi utgår från att de fysiska egenskaperna inte beror på var i rummet vi mäter, måste detta uttryck vara dimensionslöst. Därför måste varje exponent vara noll. 
Därför får vi följande ekvationssystem:
{\displaystyle \left\{{\begin{matrix}a+b&=0\\a-2b+3d&=0\\-a+c&=0\end{matrix}}\right.}
Detta ekvationssystem har oändligt många lösningar, eftersom vi har färre ekvationer än obekanta. Men har vi väl bestämt något av talen, säg d, har vi också bestämt de övriga. Man kan välja nästan vilket tal som helst, men om d=0 blir även de övriga talen 0, vilket inte är meningsfullt.
Låt oss sätta d = 1.
Då fås
{\displaystyle \left\{{\begin{matrix}a&=-1\\b&=+1\\c&=-1\\d&=+1\end{matrix}}\right.}
Därmed måste vårt fysikaliska system vara en funktion av variabeln
{\displaystyle \left[temperatur\right]^{-1}\cdot \left[tryck\right]^{+1}\cdot \left[mol\right]^{-1}\cdot \left[volym\right]^{+1}}
eller utskrivet med formler
{\displaystyle \pi _{1}=T^{-1}\cdot p^{1}\cdot n^{-1}\cdot V^{1}}
där {\displaystyle f(\pi _{1})=0}, för någon funktion {\displaystyle f}. Det betyder att vi kan skriva funktionen så här: {\displaystyle f^{-1}(0)=\pi _{1}=T^{-1}\cdot p^{1}\cdot n^{-1}\cdot V^{1}}. Ledet längst till vänster är en konstant, kalla den {\displaystyle R}. Därför måste vår slutgiltiga formel vara {\displaystyle pV=nRT} efter någon mindre omskrivning. Hade vi satt ett annat värde på {\displaystyle d} skulle vi fått en annan konstant {\displaystyle {\tilde {R}}} i sista beräkningen. Men vilken bokstav vi använder för konstanten spelar ingen roll, eftersom man ändå måste ta reda på den genom experiment i slutänden.
Observera att vi har härlett precis hur allmänna gaslagen måste se ut (under de, ganska rimliga, antaganden vi gjort), bara från vår fysikaliska intuition.
Notera att beräkningen inte beror på exakt vilken enhet vi mäter i. Vi kan mäta avstånd i meter, i tum, i alnar, i ljusår eller annan godtycklig längdenhet. Resonemanget fungerar i alla fall. Detsamma gäller för övriga mätenheter.
Man kan mycket oprecist jämföra resonemang byggda på dimensionsanalys med resonemang byggda på användandet av oändligt små storheter, det vill säga differentialer – även om resonemangen sällan är strikta, leder de ofta förvånansvärt långt.
Dimensionsanalys har matematisk grund i Edgar Buckinghams П-teorem. All användning av dimensionsanalys bygger på den satsen.